# Freegard
A Freegard vagy Gazember ügynök (eredeti cím: Rogue Agent) 2022-ben bemutatott brit életrajzi filmdráma, amelyet Adam Patterson és Declan Lawn rendezett, Michael Bronner kiadatlan Chasing Agent Freegard című cikke alapján. A főbb szerepekben James Norton, Gemma Arterton, Shazad Latif, Marisa Abela, Edwina Findley és Julian Barratt látható.
Az Egyesült Királyságban 2022. július 27 a Netflix, Magyarországon 2023. május 19-én  az HBO Max mutatta be.

## Cselekmény
Robert MI-5 ügynöknek adja ki magát, és három embert – Sophie-t, Mae-t és Ian-t – kér meg arra, hogy segítsenek neki az IRA tagjainak elfogásában. Néhány hónapnyi kiképzés után egyik éjszaka hirtelen felébreszti őket, majd elviszi, mondván, hogy hátra kell hagyniuk régi életüket, mivel helyzetük kompromittálódott.
Eközben egy ügyvédnő, Alice, megismerkedik egy luxusautó-kereskedővel, Robert Hansennel, aki elcsábítja. Miközben Robert Alice otthonában marad, a nő észrevesz egy hívást Robert telefonján egy Sophie nevű személytől, de Robert azt mondja, hogy az édesapja hívta. Alice gyanút fog, ezért felfogad egy magánnyomozót, aki semmit nem talál Robert Hansen nevére. Alice szembesíti Robertet azzal, hogy nincs hiteltörténete ezen a néven, mire Robert bevallja, hogy valódi vezetékneve Freegard, és hogy ő valójában MI-5 ügynök, Sophie pedig az egyik beosztottja.
Robert ezután találkozik Alice szüleivel egy ebéden, ahol elmondja nekik, hogy új autóbérlési vállalkozást indít. Bár a szülők először nem örülnek, végül elfogadják a vállalkozói tervet. Közben Robert közli Sophie-val, hogy felvették a tereptiszt-képzési programba. Ezután egy félreeső helyre viszi a lányt, ad neki egy telefont, amelyen csak hívásokat fogadhat, és megparancsolja, hogy maradjon ott, amíg fel nem keresik.
A magánnyomozó visszatér Alice-hez, és elmondja, hogy előásott néhány korábbi bírósági ítéletet Robert ellen – többek között zaklatás és üldözés miatt egy Julie Harper nevű nő ügyében. Alice felhívja Mrs. Harpert, és megtudja, hogy Robert 20 000 font kölcsönt kért Julie-tól. Amikor Alice újra szembesíti Robertet a bizonyítékokkal, a férfi azt állítja, hogy Julie sokat ivott, és az esküvő előtti éjszaka eltűnt.
Röviddel ezután Alice-t felhívja egy Paul Jones nevű férfi, aki azt mondja, Julie Harper anyjától kapta meg a számát, és hogy Robert elrabolta a lányát, Sophie-t. Alice találkozik Sophie szüleivel, akik elmondják, hogy lányuk néha ugyan felhívta őket, hogy tudasson velük, biztonságban van, ám beszédén hallatszott, hogy teljesen agymosott. Sophie még a saját örökségi részét is elkérte – 300 000 fontot – majd rögtön ismét nyomtalanul eltűnt.
Egy reggel Alice arra ébred, hogy Robert eltűnt, és kap egy e-mailt a bankjától, miszerint a közös üzleti számlájukat lezárták. Az ügyet vizsgáló rendőr, Sonny, nem tudja egyértelműen megállapítani, hogy bűncselekmény történt-e, mivel közös számláról volt szó, de úgy dönt, hogy folytatja a nyomozást. Amint Robert megkapja Sonny telefonhívását, dühében a telefont a tóba hajítja. Sonny ekkor megígéri Alice-nek, hogy ellenőrzi Mae Hansen hollétét.
Robert most egy amerikai nővel, Jenny Jacksonnal van együtt, aki pszichológiát oktató akadémikus. Ismét előadja neki a történetét, miszerint ő egy MI-5 ügynök, és felajánlja, hogy Jenny csatlakozhat az ügynökséghez hírszerző elemzőként. Jenny elmeséli neki, hogy 80 000 dollár diákhitele van, mire Robert azt tanácsolja, hogy törlessze, mielőtt beadja a jelentkezését. Jenny ezért a szüleit kéri meg, hogy utalják át a pénzt. Amíg a pénz megérkezésére várnak, Robert kidobja Jenny gyógyszereit a tűzbe, amitől a nő megbetegszik. Nem sokkal később Jenny apja felhívja Robertet, és közli vele, hogy az összeget átutalták.
Közben Sonny és Alice felkeresik Mae-t, aki már két lányt szült Robertnek. Alice azt mondja Mae-nek, hogy Rob veszélyben lehet a munkája miatt, és ezért figyelmeztetniük kellene. Mae átad Alice-nek egy füzetet, amelyben több telefonszám is szerepel. Sonny és Alice ezután az amerikai nagykövetségre mennek, ahol megtudják, hogy Robert jelenleg Jennyvel van, és a nő pénzt kért a szüleitől. Amikor hívni kezdik a Mae-től kapott számokat, az egyiken Sophie válaszol. Így sikerül beazonosítani a helyszínt, ahol Robert Jennyt rejtegeti.
Robert utoljára próbálkozik: Alice-nek könyörög, hogy még mindig szereti, de közben autóval próbál menekülni. Ekkor Sophie egy másik kocsival belerohan az autójába, megakadályozva a szökést. Robertet végül letartóztatják és elítélik. Alice új életet kezd, és egy luxusautókat lízingelő vállalkozást indít.

## Szereplők
| Szerep               | Színész         | Magyar hang     |
| -------------------- | --------------- | --------------- |
| Robert Freegard      | James Norton    | Szabó Máté      |
| Alice Archer         | Gemma Arterton  | Pikali Gerda    |
| Sophie Jones         | Marisa Abela    |                 |
| Jenny Jackson        | Sarah Goldberg  |                 |
| Sonny Chandra        | Shazad Latif    | Kárpáti Levente |
| Andrew               | Jimmy Akingbola |                 |
| Mae Hansen           | Freya Mavor     |                 |
| Sandy Harland ügynök | Edwina Findley  | Kocsis Mariann  |
| Phil                 | Julian Barratt  | Czvetkó Sándor  |

### Magyar változat
- Bemondó: Korbuly Péter
- Magyar szöveg: Andorai Péter Krisztián
- Hangmérnök: Géczy Levente
- Vágó: Győrösi Gabriella
- Gyártásvezető: Kassai Zsuzsa
- Szinkronrendező: Pesti Zsuzsanna
- Produkciós vezető: Jávor Barbara

A szinkront a Direct Dub Studios készítette el.

## A film készítése
2019. január 22-én bejelentették, hogy James Norton lesz a főszereplője a Chasing Agent Freegard című filmnek, amely a Great Point Media és a The Development Partnership közös produkciójában, három film egyikeként készül. Norton saját gyártócégén, a Rabbit Track Pictures-ön keresztül producerként is részt vett a projektben. 2020 júniusára Adam Patterson és Declan Lawn csatlakozott társrendezőként, Michael Bronner forgatókönyvéből dolgozva. 2021 májusában kiderült, hogy a Night Train Media is beszáll a film finanszírozásába, a cím pedig Freegardra változott. Ekkor csatlakozott a szereplőgárdához Gemma Arterton, Shazad Latif, Marisa Abela, Edwina Findley és Julian Barratt. A forgatás 2021. május 31-én kezdődött Londonban. Felvételeket készítettek a Doveri kastélynál és a Doveri világítótoronynál is. Júliusban további színészeket jelentettek be: Sarah Goldberg, Jimmy Akingbola, Freya Mavor, Rob Malone, Philip Wright, Michael Fenton Stevens és Charlotte Avery. A Variety Insight szerint a film költségvetése kevesebb mint 10 millió dollár volt. Hat hét után, 2021. július 12-én Lawn bejelentette, hogy a forgatási munkálatok lezárultak. A filmet később ismét átnevezték, új címe: Rogue Agent.